# Campionat de Catalunya de futbol 1900-1901
La temporada 1900-1901 del Campionat de Catalunya de futbol fou la primera edició de la competició, disputada pels principals clubs de futbol de Catalunya. El desembre de 1900, Alfons Macaya i Sanmartí, president honorífic de l'Hispània Athletic Club, oferí un trofeu per ser disputat en format de lliga entre els diferents clubs que s'havien creat a Espanya, tot i que finalment només hi participaren equips catalans, donades les renúncies dels madrilenys i mallorquins. El campionat s'anomenà Copa Macaya, oficialment acceptat com el primer Campionat de Catalunya. Fou també el primer torneig futbolístic disputat a Espanya i el tercer a la península Ibèrica.

## Primera categoria

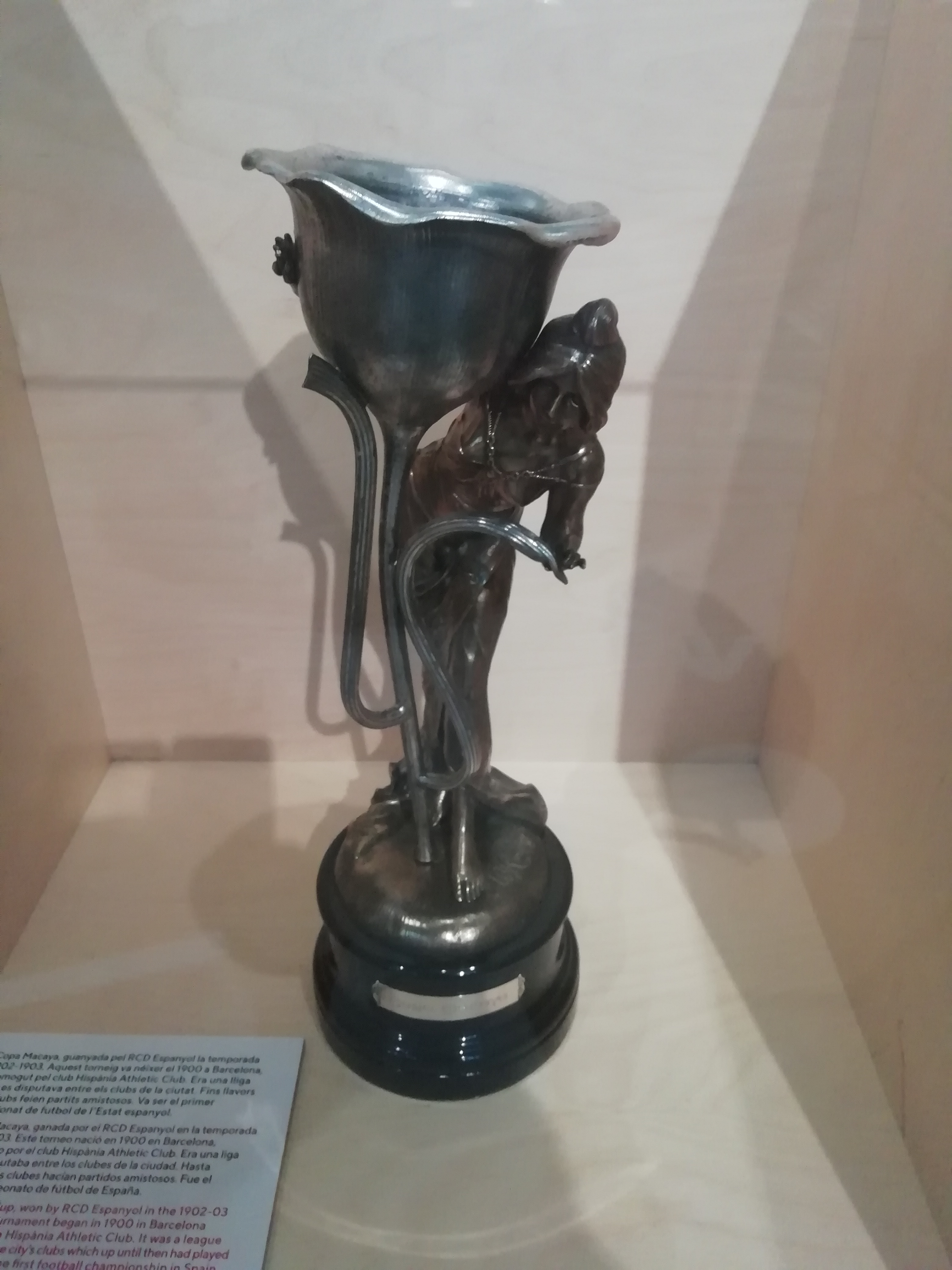
Copa Macaya.

S'inscrigueren 6 equips: Hispània Athletic Club, Foot-ball Club Barcelona, Club Espanyol de Foot-ball, Aficionats Unionistes de Foot-ball de Tarragona, Club Franco-Espanyol de Foot-ball i Societat Deportiva Santanach, segons els noms de l'època. La dissolució a última hora de la Deportiva Santanach va deixar una lligueta de 5 equips on jugaven tots contra tots a dues voltes. No hi hagué unes jornades clares de calendari i les dates dels partits es convenien entre els clubs a través dels respectius secretaris. La primera visita d'un club barceloní a Tarragona fou la de l'Espanyol, el 10 de febrer de 1901, guanyant per 0 a 2. Es produïren grans golejades per part de l'Hispània i el Barcelona contra Franco-Espanyol i Tarragona, dos equips que a més no aconseguiren marcar en tot el campionat. En el matx decisiu pel títol, l'Hispània en tingué prou empatant amb el Barcelona per guanyar un trofeu que al capdavall seria l'únic de la seva curta història.
Val a dir que a la classificació final el global de punts de cada equip varia segons la font consultada, degut a les diferents interpretacions a l'hora d'assignar dos punts en els partits on un equip no es presentava o, sobretot, els referents als partits de l'Espanyol, que es retirà de la competició el 21 de març, després de la novena jornada i ja a la segona volta, en protesta pel favoritisme envers l'Hispània sofert pel Barcelona. Oficialment, quan un club no es presentava a jugar amb un altre els punts en joc s'atorgaven al club sí presentat, sense comptabilitzar-li gols. En aquest article s'ha pres com a bona la darrera taula publicada a Los Deportes, per ser aquesta revista l'òrgan oficial de la futura Associació Clubs de Foot-ball. Únicament, per un mer motiu de lògica matemàtica, s'hi ha afegit la posició de l'Espanyol, inexistent a Los Deportes, i s'han comptat els partits amb no presentats com a jugats.

### Classificació final
| Pos | Equip                | PJ | PG | PE | PP | GF | GC | DG  | Pts | Classificació |      | Hispània Athletic Club | Futbol Club Barcelona | Reial Club Deportiu Espanyol de Barcelona | AUF Tarragona | Club Franco-Espanyol | SD Santanach |
| --- | -------------------- | -- | -- | -- | -- | -- | -- | --- | --- | ------------- | ---- | ---------------------- | --------------------- | ----------------------------------------- | ------------- | -------------------- | ------------ |
| 1   | Hispània AC (C)      | 8  | 7  | 1  | 0  | 39 | 2  | +37 | 15  | Campió        |      | —                      | 1–1                   | 2–0                                       | 5–0           | 14–0                 |              |
| 2   | FC Barcelona         | 8  | 6  | 1  | 1  | 51 | 4  | +47 | 13  |               |      | 1–2                    | —                     | 4–1                                       | (n/p)         | 14–0                 |              |
| 3   | Club Espanyol        | 8  | 3  | 0  | 5  | 6  | 6  | 0   | 6   |               | —    | —                      | —                     | —                                         | (n/p)         |                      |              |
| 4   | AUF Tarragona        | 8  | 2  | 0  | 6  | 0  | 30 | −30 | 4   |               | 0–5  | 0–18                   | 0–2                   | —                                         | (n/p)         |                      |              |
| 5   | Club Franco-Espanyol | 8  | 1  | 0  | 7  | 0  | 54 | −54 | 2   |               | 0–10 | 0–13                   | 0–3                   | (n/p)                                     | —             |                      |              |
| 6   | SD Santanach         | 0  | 0  | 0  | 0  | 0  | 0  | 0   | 0   | (Nota)        |      |                        |                       |                                           |               |                      | —            |

### Resultats finals
- Campió de Catalunya: Hispània AC
- Classificats pel Campionat d'Espanya: No existia encara aquesta competició
- Descensos: No hi havia descensos reglamentats
- Ascensos: No hi havia ascensos reglamentats